# 神奈川大学の人物一覧
神奈川大学の人物一覧（かながわだいがくのじんぶついちらん）は、神奈川大学に関係する人物の一覧記事。

## 歴代学長
歴代学長の一覧については神奈川大学#歴代学長を参照のこと
- 横濱専門学校初代校長林頼三郎
- 横濱専門学校二代校長米田吉盛
- 神奈川大學初代学長米田吉盛
- 神奈川大學二代学長津村利光
- 神奈川大學学長代行代理長倉保
- 神奈川大學学長代行丹羽邦男
- 神奈川大學学長代行神川正彦
- 神奈川大學学長代行黒田覚
- 神奈川大學学長代行浜野裕司
- 神奈川大學学長事務取扱宮川武雄
- 神奈川大學学長勝田千利
- 神奈川大學学長山邊武郎
- 神奈川大學学長事務取扱安盛岩雄
- 神奈川大學学長藤本盛久
- 神奈川大學学長三宅三郎
- 神奈川大學学長事務取扱清水嘉治
- 神奈川大學学長内田文昭
- 神奈川大學学長桜井邦朋
- 神奈川大學学長山火正則
- 神奈川大學学長中島三千男
- 神奈川大學学長石積勝
- 神奈川大學学長兼子良夫
- 神奈川大學学長小熊誠
- 神奈川大學学長戸田龍介

## 理事
神奈川大学 情報公開による
- 理事長 石渡卓 - 湘南信用金庫 相談役
- 常務理事 坂本郁夫 - パラマウントベッド株式会社 顧問
- 常務理事 鶴藤倫道 - 法学部長

## 著名な教職員

### 民俗学・文化人類学

#### 専任教員
- 大川真由子 - 文化人類学/中東地域研究
- 廣田律子 - 中国民俗学
- 安室知 - 民俗学、「水田漁撈」の提唱
- 山本志乃 - 民俗学(交通交易論・旅行文化論)

#### 非常勤講師/客員研究員
- 大塚和義 - 民族考古学/物質考古学/アイヌ考古学
- 川島秀一 - 災害文化
- 川田順造 - 文化人類学/「文化の三角測量」の提唱[2]
- 昆政明 - 和船の研究
- 小馬徹 - 文化人類学/社会人類学
- 繁田信一 - 王朝民俗学
- 都留泰作 - 文化人類学
- 俵木悟 - 民俗芸能/文化財

### 歴史学

#### 専任教員
- 黒田祐我 - スペイン中世史
- 孫安石 - 中国近現代史
- 平山昇 - 日本近現代史

#### 非常勤講師/客員研究員
- 泉川友樹 - 沖縄史/日中関係史
- 大里浩秋 - 中国近現代史・近現代日中関係史
- 川島真 - アジア政治外交史
- 橘川俊忠 - 日本政治思想史
- 吉川良和 - 中国音楽史/演劇史
- 木下直之 - 静岡県立美術館館長。美術史・博物館学
- 久留島典子 - 日本中世史
- 見城悌治 - 日本思想文化史・東アジア交流史
- 佐藤孝之 - 日本近世史・中世村落史
- 白水智 - 日本中・近世史
- 立石博高 - スペイン近代史
- 中島三千男 - 日本近現代思想史
- 西川武臣 - 横浜開港資料館館長
- 橋村修 - 漁業史/歴史地理学
- 元山仁士郎 - 日米外交史
- 森武麿 - 農村社会史
- 森山優 - 日本近現代史
- 山田昌久 - 考古学

### 哲学

#### 専任教員
- 坪井雅史 - 倫理学、国際理解論
- 上原雅文 - 自然観の東西比較
- 中村隆文 - 英米哲学

#### 非常勤講師/客員研究員
- 伊坂青司 - 生命倫理/文化比較論
- 浅見昇吾 - 哲学・倫理学

### 言語学・文学

#### 専任教員
- 大島希巳江 - 英語落語/ユーモア学
- 大橋哲 - 応用言語学
- 佐藤裕美 - 理論言語学
- 原良枝 - 元TVKアナウンサー。比較文化・比較表層文化論
- 藤澤茜 - 日本文学/江戸文化史
- 山田昌裕 - 日本語文法

#### 非常勤講師/客員研究員
- 青木紳一 - 棋士
- 川上茂信 - スペイン語学
- 篠田知和基 - 比較神話学・比較文学
- ジョン・ボチャラリ - 比較文学・思想史
- 杉野健太郎 - 米文学
- 高垣敏博 - スペイン語学
- 檜垣嗣子 - 翻訳家
- 和田佐規子 - 翻訳家

### 法学

#### 専任教員
- 公文孝佳 - 刑法「無罪推定法理」研究
- 近藤和哉 - 刑法
- 篠森大輔 - 相続法
- 渕麻依子 - 知的財産法/英米法
- 來生新 - 経済法学・行政法学

#### 非常勤講師
- 金子匡良 - 憲法学
- 白取祐司 - 刑事訴訟法

### 政治学・社会学

#### 専任教員
- 江川紹子 - メディア・ジャーナリズム論、カルト研究
- 大川千寿 - 政治過程論/現代日本政治
- 大庭三枝 - 国際政治学
- 幸田雅治 - 地方自治論
- 兒島峰 - ラテンアメリカ文化
- 島川崇 - 観光学
- 田中孝宜 - メディア論/ジャーナリズム論

#### 非常勤講師/客員研究員
- 生井英考 - アメリカ文化研究・視覚文化論
- 市山尚三 - 映画プロデューサー[3]
- 木村絵理子 - キュレーター
- 佐橋亮 - 国際政治学
- 露木順一 - 元神奈川県足柄上郡開成町長（4期）
- 松沢成文 - 参議院議員

### 経済学

#### 専任教員
- 飯塚信夫 - 日本経済論
- 宇井貴志 - ミクロ経済学、ゲーム理論
- 金澤雄一郎 - 統計学
- 兼子良夫 - 公共経済学・地方財政学
- 谷沢弘毅 - 統計学
- 山口拓美 - 経済倫理、政治経済学教授

#### 非常勤講師/客員研究員
- 小山和伸 - 組織経営論
- 山本博史 - アジア経済、タイ王国経済

### 会計学

#### 専任教員
- 戸田龍介 - 国際会計基準の研究、農業簿記の研究

#### 非常勤講師
- 大森明 - 会計学

### 経営学

#### 専任教員
- 小島大徳 - 経営学、コーポレートガバナンス論

#### 非常勤講師
- 末吉孝弘 - キャピトルホテル東急支配人

### 教育学

#### 専任教員
- 髙橋一幸 - 英語教育

#### 非常勤講師
- 牧野篤 - 生涯学習論/中国近代教育思想[4]

### 人間科学

#### 専任教員
- 杉山崇 - 臨床心理学
- 大後栄治 - スポーツ科学
- 山蔦圭輔 - 臨床心理学

#### 非常勤講師/客員研究員
- 木村季由 - ラグビー[5]
- 小嶋新太 - 柔道[6]
- 豊福彬文 - 振付師
- 松本桂樹 - 臨床心理学

### 理学

#### 専任教員
- 井上和仁 - シアノバクテリア光合成による洋上水素大規模生産研究
- 木原伸浩 - 有機化学、酸化分解性ポリアミド
- 佐藤たまき - 古生物学

#### 非常勤講師
- 中田穣治 - ダイヤモンド半導体研究
- 根上生也 - 位相幾何学的グラフ理論
- 久堀徹 - 生物学[7]
- 日野晶也 - 海産無脊椎動物の受精・発生、核酸、DNA解析
- 平井史生 - 気象予報士
- 溝口元 - 生命科学論
- 山口和夫 - 光分解性シランカップリング剤

### 情報理学

#### 専任教員
- 木下佳樹 - プログラミング科学

### 工学

#### 専任教員
- 林憲玉 - ロボット工学/エレクトロニクス制御工学/機械システム
- 上田渉 -  触媒化学
- 江上正 - 知能機械学・システム工学
- 高野敦 - 航空宇宙構造、人工衛星、ハイブリッドロケット
- 原村嘉彦 - スターリングエンジン
- 日比野欣也 - 粒子線天文学
- 横澤勉 - 世界初「縮合系高分子精密合成法」成功

#### 非常勤講師/客員研究員
- 小谷太郎 - 宇宙物理学
- 新中新二 - モータドライブ工学、制御工学、電力系統連系、信号処理
- 藤本滋 - 原子力耐震工学

### 経営工学

#### 専任教員
- 片桐英樹 - 経営工学、オペレーションズリサーチ
- 久宗周二 - 人間工学

#### 非常勤講師
- 中島健一 - 生産システム工学

### 建築工学

#### 専任教員
- 内田青蔵 - 建築/建築史学
- 高橋寿太郎 - 不動産学
- 山家京子 - 都市計画

#### 非常勤講師/客員研究員
- 石川初 - 都市フィールド学
- 加藤孝明 - 都市工学
- 川辺直哉 - 建築設計
- 佐藤伸朗 - 都市計画
- 重村力 - 建築学
- 山本理顕 - 建築設計

### 情報工学

#### 専任教員
- 斉藤和巳 - 知能情報学
- 藤岡淳 -暗号技術FSU（Fujioka-Suzuki-Ustaoglu）方式
- 松澤和光 - 人工知能、自然言語処理
- 山口高平 - 人工知能・知識工学

### 特別招聘教授
- 岩井克人 - 基礎法学、理論経済学
- 下斗米伸夫 - ロシア政治学
- 田嶋和夫 - 三相乳化 (神奈川大学)発明者、未来環境テクノロジーCTO
- 長倉三郎 - 「神奈川大学全国高校生理科・科学論文大賞」審査委員長
- 西田恒夫 - 元国連大使[8]
- 矢野康治 - 財務官僚

### 指導者
- 小澤俊朗 - 吹奏楽部指揮者
- 松岡究 - 管弦楽団指揮者

## 著名な教員一覧（かつて在籍していた教員/学長・役職経験者は上記歴代学長に記載のため含まず）

### 民俗学 ・文化人類学
- 網野善彦 - 民俗学
- 太田心平 - 文化人類学
- 香月洋一郎 - 民俗学
- 木下良 - 古代道路の研究
- 常光徹 - 民俗学
- 福田アジオ - 民俗学
- 星野紘 - 比較民俗学
- 宮田登 - 生き神信仰研究
- 和崎春日 - 民俗学
- 渡邊欣雄 - 文化人類学/民俗学

### 歴史学
- 粟屋憲太郎 - 日本現代史
- 安在邦夫 - 日本近現代史
- 大石慎三郎 - 日本近世史
- 内海孝 - 日本近現代史
- 笠松宏至 - 日本中世史
- 梶村秀樹 - 朝鮮近現代史
- 勝俣鎮夫 - 日本中世史
- 貴志俊彦 - 東アジア史
- 岸根敏幸 - 日本宗教史/神話学
- 北原糸子 - 災害史
- 小島晋治 - 中国近現代史
- 後藤篤子 - 西洋中世史
- 後藤政子 - キューバ研究
- 小林一美 - 義和団事件研究
- 近藤好和 - 甲冑、武器の研究
- 佐々木潤之介 - 日本近世史
- 田中正俊 - 中国近現代史
- 中西治 - ソヴェト史/米ソ関係史
- 中村政則 - 日本近現代史
- 林茂 - 日本近代政党史
- 馬興国 - 中国史
- 三鬼清一郎 - 織豊政権研究
- 三宅正樹 - 日独関係史
- 安田常雄 - 日本近現代史
- 山道佳子 - スペイン近現代史
- 山本幸司 - 日本中世史
- 弓削達 - 古代ローマ史
- 尹健次 - 近代日朝関係史

### 哲学
- 朝比奈宗源 - 臨済宗/円覚寺/禅
- 草薙正夫 - ヤスパース研究/実存主義
- 工藤喜作 - スピノザ研究
- 高山岩男 - 京都学派四天王/ヘーゲル哲学
- 小島章一 - ヘーゲル哲学
- 信太正三 - ニーチェ研究/実存主義
- 清水多吉 - フランクフルト学派研究
- 高山守 - ドイツ哲学/観念論
- 田坂さつき - 古代ギリシア哲学/倫理学
- 竹田青嗣 - 現象学
- 田中正司 - 社会思想史
- 湯田豊 - インド哲学/実存主義

### 美術学
- 海老塚耕一 - 現代美術/彫刻
- 加藤薫 - メキシコ美術

### 地理学
- 伊藤喜栄 - 地理学
- 矢延洋泰 - 経済地理学/東南アジア地域研究

### 言語学・文学
- 会田由 - スペイン文学
- 粟飯原文子 - アフリカ文学
- 秋元美晴 - 日本語学
- 浅香武和 - ガリシア語学
- 石井美樹子 - イギリス中世文学/文化
- 石岡良治 - 現代日本文化論
- 石田吉貞 - 中世日本文学
- 伊集院郁子 - コーパス言語学/日本語教育[9]
- 今川憲次 - 中世英文学
- 入江直祐 - 英語翻訳家
- 岩根圀和 - スペイン文学
- 江本茂夫 - 陸軍語学将校
- 大西克也 - 古文字学/上代中国語文法
- 岡地嶺 - イギリスロマン派文学
- 尾上兼英 - 中国近代文学
- 櫂未知子 - 俳句論
- 加藤二郎 - ドイツ文学
- 金原瑞人 - 英語圏児童文学[10]
- 木山英雄 - 中国文学
- 国広哲弥 - 日本語学
- 倉田清 - フランス文学
- 桑名一博 - スペイン文学
- 河野一郎 - イギリス文学
- 近藤正栄 - 神学
- 坂本惠 - 日本語学/日本語教育
- 佐々木高政 - 英語学
- 佐野正巳 - 日本文学
- ジョン・オーエン・ガントレット - 英語学
- 鈴木彰 - 平家物語研究
- 鈴木祐一 - 第二言語習得論
- 須藤兼吉 - 英語学
- 高野繁男 - 日本語学
- 竹内佑利子 - 英文学
- 武田千香 - ブラジル文学
- 田中菊雄 - 英語学
- 塚越敏 - ドイツ文学
- 筒井真樹子 - 韓国文学
- 鼓直 - ラテンアメリカ文学
- 寺崎英樹 - スペイン語学
- 中川敏 - イングランド文学
- 中本信幸 - ロシア文学
- 野谷文昭 - ラテンアメリカ文学[11]
- 日高昭二 - 日本近代文学
- 深澤忠孝 - 詩人
- 深澤徹 - 平安・院政期文学
- 復本一郎 - 近世俳文学
- 堀田隆一 - 歴史言語学
- 松川昇太郎 - 英語学
- 松山正男 - 英文学/英語教育
- 皆川三郎 - 英語史
- 米重文樹 - スラブ文学
- わたせせいぞう - 日本文化論

### 法学
- 浅見公子 - 英米家族法
- 阿部浩己 - 国際法
- 石井徹哉 - 刑法
- 石戸谷豊 - 商取引法
- 石本泰雄 - 国際法
- 磯野誠一 - 民法
- 岩井宜子 - 弁護士
- 岩間昭道 - 憲法
- 大越義久 - 刑法
- 奥田劔志郎 - 憲法/英米法
- 奥平康弘 - アメリカ合衆国憲法学
- 奥原唯弘 - 憲法学
- 風早八十二 - マルクス主義法学
- 鹿野菜穂子 - 民法
- 菊池高志 - 労働法
- 交告尚史 - 行政法
- 小島庸和 - 知的財産権
- 小森田秋夫 - 比較法
- 四宮和夫 - 信託法
- 正田彬 - 経済法
- 高橋岩和 - 経済法
- 高柳賢三 - 英米法学
- 田島泰彦 - 憲法学/情報メディア法
- 千葉博 - 商法[12]
- 内藤大海 - 刑事法
- 長井圓 - 刑事法
- 萩原金美 - スウェーデン訴訟手続法
- 半田正夫 - 知的財産法
- 日高一輝 - バートランド・ラッセル研究
- 藤田勇 - ソ連法学
- 正木亮 - 監獄学/刑事政策
- 町村泰貴 - 民事手続法・サイバー法
- 水本浩 - 民法/借地借家法
- 望月礼二郎 - 比較法、英米法
- 森村進 - 法哲学
- 安井郁 - 国際法
- 山口俊夫 - フランス法
- 山本輝之 - 刑法
- 吉井蒼生夫 - 法制史
- 吉田久 - 民事法
- 和田啓一 - 弁護士

### 政治学・社会学
- 浅野史郎 - 元宮城県知事
- 石井陽一 - 国際政治
- 石川博友 - アメリカ政治学
- 五十嵐暁郎 - 日本政治論
- 井田正道 - 計量政治学
- 井手成三 - 文部次官
- 牛島万 - 国際関係論
- 鹿島宗二郎 - 共産主義研究
- 神川彦松 - 国際政治学
- ゲプハルト・ヒールシャー - ジャーナリズム学
- 小原真史 - キュレーター[13]
- 柴田隆行 - 社会思想史
- 渋谷重光 - メディア論
- 鈴木絢女 - 東南アジア政治学
- 清水英夫 - ジャーナリズム学
- 関佳史 - プロデューサー
- 田畑光永 - ジャーナリズム学/中国政治
- 月村太郎 - 国際関係論
- 永野善子 - 国際関係論
- 中村平八 - 国際関係論/社会主義論
- 中村行宏 - プロデューサー
- 馳浩 - 現代日本政治[14]
- 羽場久美子 - 国際政治/国際関係論
- 浜由樹子 - 国際政治学
- 淵上隆 - 元ドミニカ共和国駐箚特命全権大使[15]
- 星野智 - 現代政治理論
- 細井保 - オーストリア政治
- 南学 - 自治体政策論
- 箕輪成男 - 出版学
- 務台俊介 - 元総務官僚/国会議員
- 森田浩康 - テレビ神奈川（TVK）元アナウンサー・実践メディア論
- 山田徹 - ドイツワイマール共和国政治学
- 山田操 - 都市社会学
- 山本新 - トインビー研究
- 吉原直樹 - 都市社会学/地域社会学
- 鷲尾賢也 - 出版論

### 経済学
- 今村弘子 - 中国経済
- 上原克仁 - 人的資源管理論/労働経済学
- 上原専禄 - ヨーロッパ中世史
- 江沢譲爾 - 経済地理学
- 太田正孝 - 財政学
- 大熊信行 - 資源配分論
- 大崎平八郎 - ロシア経済
- 大瀧雅之 - マクロ経済学
- 岡野鑑記 - 財政学
- 小野旭 - 労働経済学
- 菊森淳文 - 金融論
- 吉川元忠 - 国際金融論
- 坂井素思 - 社会経済学/文化経済学
- 澤田ゆかり - 中国経済学
- 塩川喜信 - 農業経済学/地域経済学
- 島崎久弥 - 国際金融論
- 中山伊知郎 - 経済原論
- 中野宏一 -貿易商務論
- 新村聡 - 経済学説/経済理論
- 沼田嘉穂 - 経済原論
- 萩原伸次郎 - アメリカ経済論[16]
- 長谷部勇一 - 経済統計
- 馬場宏二 - マルクス経済学
- 原司郎 - 金融論
- 久武雅夫 - 数理経済学
- 平川均 - アジア経済論
- 平田清明 - マルクス経済学
- 深貝保則 - 経済思想史
- 福島清彦 - エコノミスト
- 船越経三 - アダム・スミス研究
- 松本武祝 - 農業経済学
- 的場昭弘 - マルクス経済学
- 間宮陽介 - 社会経済学
- 味水佑毅 - 交通経済学
- 美濃部亮吉 - マルクス経済学
- 諸田實 - フリードリッヒ・リスト研究
- 簗田優 - 金融論
- 山口茂 - 金融論
- 吉田静一 - フランス経済学史

### 会計学
- 伊藤正一 - ドイツ会計学
- 大橋英五 - 経営分析論
- 木下照嶽 - 経営分析論
- 田中弘 - 会計制度論
- 中村忠 - 資本会計
- 新田忠誓 - 財務会計論
- 西川登 - 会計史
- 柳田仁 - 経営管理論
- 山口不二夫 - 非営利組織会計論

### 経営学
- 上野陽一 - 能率学
- 大東和武司 - 多国籍企業論
- 加藤勝康 - 経営史
- 河野豊弘 - 経営戦略論
- 清水敏允 - ドイツ経営論
- 白井美由里 - 消費者行動論
- 長谷川光一 - 経営戦略論
- 藤田忠 - 意志決定論
- 藤村博之 - 人的資源管理論
- 松岡紀雄 - 海外広報論
- 森田克徳 - 経営史
- 谷地弘安 - 国際マーケティング
- 山崎広明 - 日本産業史

### 教育学
- 木村和美 - 英語教育
- 黒沢惟昭 - 生涯教育学
- 小玉重夫 - 教育哲学/教育思想史
- 妹尾幹 - ドイツ語教育
- 長井和雄 - ドイツ教育史
- 奈須正裕 - 学校教育学
- 渡邊洋子 - 生涯教育学

### 人間科学
- 市原茂 - 応用心理学
- 植田恭史 - スポーツ科学
- 越智啓太 - 社会心理学
- 河内十郎 - 神経心理学
- 高妻容一 - スポーツ心理学
- 武政太郎 - 心理学
- 長島和幸 - レスリング
- 中野泰志 - 実験心理学
- 松本秀彦 - 柔道
- 三星宗雄 - 心理学
- 八木冕 - 実験心理学
- 和氣洋美 - 知覚心理学

### 理学
- 上村大輔 - 生物分子科学
- 大石不二夫 - 鉄道材料
- 大橋由紀夫 - 科学史
- 小幡行雄 - トカマク型核融合炉
- 齊藤光實 - 分解酵素、生分解性プラスチック
- 佐藤憲一 - 有機合成化学
- 更科功 - 古生物学
- 志賀徳造 - 確率論
- 白井達也 - 宇宙線物理学
- 菅井準一 - 科学史
- 菅原正 - 有機物性化学
- 鈴木善次 - 科学史/科学教育
- 関邦博 - 環境生理学
- 高木伸司 -放射化学
- 竹内重夫 - 細胞生物学
- 竹内敬人 - 有機ゲルマニウム化学
- 常石敬一  - 科学史
- 寺本俊彦 - 海洋学
- 中山堯 - バイオインフォマティクス
- 中山茂 - 科学史
- 羽鳥尹承 - プラズマ物理/核融合
- 早下隆士 - 超分子化学
- 速水格 - 古生物学
- 東山哲也 - 発生細胞生物学[17]
- 松本正勝 - 生物発光/ジオキセタン誘導体
- 松本敏雄 - 天文学
- 松永義夫 - 有機化学
- 湯田利典 - 宇宙線物理学

### 工学
- 粟屋潔 - 電気音響工学
- 井川学 - 分離膜化学
- 宇田新太郎 - 無線工学/八木・宇田アンテナ
- 大河内正陽 - 電気工学
- 逢坂哲彌 - 電気化学
- 小川一清 -電気工学
- 川口春馬 - 工学バイオマテリアル
- 三田一郎 - 素粒子物理学
- 庄司正弘 - 熱流体
- 辻野次郎丸 - 超音波複合振動溶接技術
- 内藤周弌 - 触媒化学
- 藤嶋昭 - 光電気化学
- 宮下徳治 - 高分子化学

### 経営工学
- 唐沢豊 - 物流システム
- 北岡正敏 - 品質工学/生産システム工学/制御工学
- 藤沢袈裟利 - 在庫量管理/経営数学/計量行政学

### 情報工学
- 紀一誠 - 待ち行列ネットワーク
- 後藤英一 - 計算機科学
- 松下昭 - 電気機器絶縁層処理
- 村田健郎 - 東京大学国産コンピュータTAC開発

### 機械工学
- 朝倉希一 - 鉄道工学 9600形蒸気機関車 C51形蒸気機関車
- 小坂狷二 - 鉄道車両工学 日本のエスペラント運動の父
- 吉川文夫 - 鉄道研究 非常勤講師

### 建築工学
- 石田敏明 - 建築デザイン
- 泉山塁威 - 都市計画
- 亀田泰弘 - コンクリート工学
- 北沢猛 - 都市計画
- 紀谷文樹 - 建築設備
- 近藤芳美 - 建築設計
- 坂本種芳 - 建築設計
- 篠原一男 - 建築設計
- 白濱謙一 - 建築設計
- 高橋志保彦 - 都市計画
- 谷口忠 - 地震工学
- 寺尾道仁 - 環境工学/騒音制御工学
- 鳥居徳敏 - 建築設計
- 中原信生 - 建築設備
- 西和夫 - 建築史
- 堀口捨己 - 建築設計
- 宮晶子 - 建築設計
- 室伏次郎 - 建築設計
- 八島正年 - 建築設計

### 指導者
- 古川祐一 - 硬式野球部監督

## 歴代理事等
- 樋貝詮三 - 第37代衆議院議長
- 太田哲三 - 日本公認会計士協会初代会長
- 馬場鍈一 - 貴族院議員、大蔵大臣、内務大臣、日本勧業銀行総裁
- 山川端夫 - 貴族院議員、大日本帝国海軍・外務官僚
- 正野幸延 - 後述元リケンテクノス社長

## 主な出身者

### 政界・政治

#### 国会議員
- 斎藤勁 - 元衆議院議員（民主党）、元内閣官房副長官〔第二法卒〕
- 津田弥太郎 - 元参議院議員（民進党）、元厚生労働大臣政務官〔法卒〕
- 中川義雄 - 元参議院議員（自民党）、元内閣府副大臣
- 上田晃弘 - 元衆議院議員（新進党）〔法卒〕
- 岸本光造 - 元衆議院議員（自民党）、元和歌山県議会議長
- 平野清 - 元参議院議員（サラリーマン新党代表→自民党）、元環境政務次官〔法経卒〕
- 熊田裕通 - 衆議院議員（自民党）、元防衛大臣政務官（平成27年10月～平成28年8月）元総務副大臣〔法卒〕
- 三浦靖 - 参議院議員（自民党）、総務大臣政務官〔法卒〕
- 計屋圭宏 - 元衆議院議員（民主党）〔経済卒〕

#### 地方政界
- 佐藤雄平 - 第62・63代福島県知事、元参議院議員（民主党） 〔経済卒〕
- 本田敏秋 - 岩手県遠野市長 〔法卒〕
- 亀山紘 - 宮城県元石巻市長　〔工卒〕
- 粕谷智浩 - 千葉県袖ケ浦市長
- 霜出勘平 - 鹿児島県南九州市長、元知覧町長 〔法経卒〕
- 松田卓男 - 徳島県上板町長
- 藤田幸治 - 福島県棚倉町長
- 下山貞明 - 横浜市南区長、横浜スペイン協会会長、イサベル女王勲章オフィシャル十字型章（英語版）〔経済卒〕

### 官界（行政）

#### 外務省
- 西野順治郎 - 在タイ日本大使館、領事官代理、通訳官、株式会社トーメン（現：豊田通商株式会社）、タイ・トーメン社長会長、神奈川大学タイバンコク宮陵会〔横濱専門学校貿易卒〕
- 岩瀬幸 - 在ニカラグア日本大使館、ニカラグア大使〔横濱専門学校貿易卒〕

#### 経済産業省
- 安藤保彦 - 経済産業省北海道経済産業局長、高知市副市長、JECC取締役〔法卒〕

#### 自治体
- 伊藤文保- 神奈川県副知事、神奈川県内広域水道企業団企業長、神奈川大学理事長〔第二経済卒〕
- 井上純一- 平塚市副市長、平塚市まちづくり財団理事長〔法卒〕
- 城納一昭- 広島県副知事、マツダ取締役〔法卒〕
- 羽田愼司- 神奈川県副知事、神奈川県内広域水道企業団企業長、神奈川県公安委員会委員長

#### 警察
- 中島正行 - 神奈川県警〔第二部卒〕

#### 自衛隊
- 梅田将 - 陸上自衛隊大阪地方協力本部長〔第二法卒〕
- 高橋亨 - 1999年航空集団司令部幕僚長（厚木）、2001年防衛庁海上幕僚監部監察官（市ヶ谷）、2003年海将・第29代航空集団司令官（厚木）〔第二経済卒〕

### 法曹
- 石原誠二 - （公証人・2016年松山地方検察庁検事正）〔法卒〕
- 高島章 - （弁護士・2000年新潟県弁護士会副会長〔法卒〕
- 宇野峰雪 - （弁護士）・1979年神奈川県弁護士会副会長〔法卒〕

### 国際機関・公益法人等
- 長岡正哲 - ユネスコ（国際連合教育科学文化機関）カブール事務所
- 町井則雄 - 元日本財団、内閣府「新しい公共推進会議」情報開示・発信基盤に関するワーキング・グループ委員等
- 瀧澤寿美雄 - 在日メキシコ大使館経済省、在日オーストラリアニューサウスウェールズ州政府、在日スペイン大使館商務部、ジェトロ新興国進出支援専門家
- 本吉良吉 - 日本ベトナム友好協会理事長、通訳、行政書士

### 財界

#### 物流・貿易・卸売業
- 増田猛夫 - 伊藤忠商事副社長・伊藤忠燃料（現伊藤忠エネクス）社長〔横濱専門学校卒・第一回給費生〕
- 青島勉 - テクノアルファ社長〔経済卒〕
- 早川巌 - 鈴与社長、エスパルス社長〔経済卒〕
- 大橋寅治郎 - 木下産商社員、三井物産社員、日野自動車、タイ日野自動車販売副社長、社長、タイ国日本人会会長
- 中村精司 - アルフレッサメディカルサービス代表取締役社長〔経済卒〕

#### スポーツ産業
- 豊島吉博 - 愛媛FC元代表取締役社長、四国サッカー協会会長〔法卒〕

#### 小売業
- 井上恵博 - ケーユーホールディングス創業者・社長〔法経卒〕
- 成沢潤治 - ドン・キホーテ元社長〔経卒〕
- 白石幸栄 - NEW ART HOLDINGS創業者〔経卒〕
- 吉田行宏 - ガリバーインターナショナル（現・IDOM）元常務取締役〔経営卒〕

#### 鉄道
- 片桐典徳 - 元京浜急行電鉄社長、元横浜新都市センター社長、元日本交通文化協会会長〔横浜専門学校卒〕
- 杉野正 - 元埼玉高速鉄道社長、元しなの鉄道社長、元シャトレーゼ（現シャトレーゼホールディングス）社長〔経済卒〕
- 大田哲哉 - 元広島電鉄社長〔工卒〕

#### 輸送用機器
- 神尾秀雄 - 元トヨタ自動車副社長〔横濱専門学校卒〕
- 保坂武文 - 本田技術研究所元常務取締役・元ホンダF1プロジェクトリーダー、東洋電装副社長〔工卒〕
- 宮崎洋一 - トヨタ自動車副社長CFO兼CCO〔貿易卒〕

#### 運輸・交通
- 吉川永一 - 三和交通 (神奈川県)社長〔経営卒〕

#### 不動産
- 肥田幸春 -FJネクストホールディングス創業者・代表取締役〔法卒〕

#### 建設業
- 長澤正信 - アジアゲートホールディングス代表取締役専務〔法経卒〕
- 中込修 - 東亜建設工業代表取締役執行役員副社長〔貿易卒〕

#### 情報・通信
- 楠正憲 - 元ヤフーID本部長（行政：デジタル庁統括官、内閣官房情報化統括責任者補佐官)〔経済卒〕
- 波立行智 - シマンテック日本法人執行役員社長
- 荒波修 - GYAO代表取締役社長〔経営卒〕
- 土肥健一 - 元東芝エンジニアリング（現：東芝プラントシステム）取締役、東芝プロセスソフトウェア（現:東芝デジタルソリューションズ株式会社）元代表取締役社長〔工卒〕

#### 製造・化学メーカー
- 正野幸延 - 元リケンテクノス社長〔工卒〕
- 斎藤英男 - トーモク社長
- 早川正人 - 元イハラケミカル工業代表取締役専務、元クミアイ化学工業専務、現ケイ・アイ化成代表取締役社長〔工卒〕
- 青木光男 - 元スルガ社長、レック (企業)代表取締役社長〔第二法卒〕
- 古本次郎 - 元旭硝子社長、元日本ソーダ工業会会長、元日本ファインセラミックス協会会長

#### 金属製品
- 工藤常史 -ホッカンホールディングス代表取締役社長〔経済卒〕
- 西藤晋吉 -天龍製鋸代表取締役社長

#### 機械・精密
- 髙本陽一 - テムザック社長〔法卒〕
- 保科雅彦 - 小田原エンジニアリング 代表取締役社長〔法卒〕
- 中西昭夫 - 中西製作所社長
- 水島宜典 - アマノ元代表取締役専務〔法卒〕
- 笹原政勝 - ハーモニック・ドライブ・システムズ元代表取締役社長〔工卒〕
- 大野修一 - 宇宙エレベーター協会会長（JSEA）〔工卒〕
- 佐藤正浩 - クリエートメディック代表取締役社長〔法卒〕

#### サービス業
- 菊井徹也 - ジャパンケアサービス代表取締役社長〔経済卒〕

#### 広告業
- 金澤大輔 -オプト代表取締役社長〔経済卒〕

#### 総合人材サービス
- 平野岳史 - フルキャストホールディングス創業者・会長〔経済卒〕
- 上里正明 - 元アデコキャリアスタッフ（現アデコ）社長〔経済卒〕

#### 教育サービス
- 牧野常夫 - アビバジャパン創業者〔法卒〕

#### 証券業
- 綿川昌明 - 岡三証券取締役、岡三アセットマネジメント代表取締役〔法卒〕
- 伊藤立一 - 豊証券代表取締役社長

#### 金融業
- 石渡卓 - 湘南信用金庫理事長

#### 保険
- 神尾秀雄 - 元千代田火災海上保険(現あいおいニッセイ同和損害保険)会長

#### 伝統
- 水野千夏 (経営者) - 株式会社せん代表取締役〔経済卒〕

#### 建築
- 伊藤寛 (建築家) - 〔工・建築卒〕
- 内山美之 - 元ザハ・ハディド・アーキテクツ（ZHA）〔工・建築卒〕
- 竹谷忠 - 西松建設一級建築士、代表取締役執行役員副社長〔工・建築卒〕

#### 食品
- 三藤達男 - ポンパドウル社長〔法卒〕
- 榊原剛 - マルイチ産商元社長〔経済卒〕

#### 旅行・観光
- 末吉孝弘 - ザ・キャピトルホテル 東急総支配人、東急ホテルズ 取締役執行役員〔法卒〕

### 研究者・学者
- 占部都美 - 経営学者。神戸大学経営学部名誉教授、日本文理大学教授・商経学部長、松山商科大学（現松山大学）教授。〔1940年横濱専門学校卒〕
- 大西晴樹 - 元明治学院大学学長、現東北学院大学学長〔経済学研究科卒〕
- 内田青蔵 - 神奈川大学工学部教授、元埼玉大学教育学部教授、日本建築学会奨励賞、日本生活学会今和次郎賞〔工卒〕
- 田上富信 - 関西学院大学大学院司法研究科名誉教授〔法卒〕
- 丹野清人 - 東京都立大学人文社会学部教授〔経済卒〕
- 藤谷陽悦 - 元日本大学生産工学部教授〔工卒〕
- 馬場元二 - 元札幌大学学長
- 堀川大樹 - 慶應義塾大学特任講師、生物学者、クマムシ研究〔理卒〕
- 柴田隆行 - 東洋大学教授、社会思想史〔外国語卒〕
- 井上善海 - 広島大学大学院教授、東洋大学教授、経営学、中小企業診断士〔法卒〕

#### 経営学・コンサルタント
- 秋本憲治 - ファシリテーター（株）ATAラーニング代表取締役
- 安田正 (経営者) - 早稲田大学グローバルエデュケーションセンター客員教授
- 吉川良三 - 東京大学大学院経済学研究科「ものづくり経営研究センター」特任研究員
- 大喜多雄志 − ボストンコンサルティング、元アクセンチュア〔法卒〕一橋大学大学院法学研究科修士課程修了

#### 思想家・活動家
- 古賀浩靖 - 活動家宗教家
- 小賀正義 - 活動家
- 中村昇 - 宗教家

#### 税務・会計
- 狩野七郎 - 元日本税理士会連合会副会長

### 文学

#### 小説・作家
- 新宮正春 - 小説家
- 砂川文次 - 小説家、芥川龍之介賞受賞
- 祖父江一郎 - 小説家
- ハタタケル - 作家〔工卒〕
- 山内美樹子 - 小説家、北区 内田康夫ミステリー文学賞受賞〔法卒〕
- 山口敏太郎 - 作家、出版・芸能マネジメント実業家〔経済卒〕
- 山本文緒 - 小説家、直木賞受賞〔経済卒〕
- 山田和 - 小説家、写真家

#### 和歌・詩
- 長島三芳 - 詩人
- 中村不二夫 - 詩人
- 戸枝弘 - 歌人、作詞家
- 宮崎信義 - 歌人
- 若井新一 - 俳人

#### 絵本作家
- 児玉辰春 - 児童文学作家

### 芸術

#### 映画
- 麻生学 - 映画監督〔経済卒〕
- 馬場当  - 脚本家 映画『復讐するは我にあり』日本アカデミー賞最優秀脚本賞受賞。〔法卒〕
- 門馬直人 - 映画監督〔経済卒〕
- 李相日 - 映画監督〔経済卒〕
- 長瀬喜伴 - 映画監督〔商卒〕

#### 吹奏楽
- 真島俊夫 - 作曲家、編曲家〔工卒〕

#### クイズ・パズル作家
- 岡田光雄 - クイズ・パズル作家
- 津内口真之 - クイズ・パズル作家

#### ゲーム業界
- 植松伸夫 - 作曲家、スクウェア・エニックス）後、株式会社DOG EAR RECORDS、有限会社SMILEPLEASE代表〔外国語卒〕
- 萩原仁 (ゲームプロデューサー) - ナムコ入社後、バンダイナムコアミューズメント社長〔第二経卒〕
- 辻尚之 - ハドソン取締役開発本部長。米国及び欧州ハドソンソフト社長。米国ハドソンエンターテインメントCFO。ヴァルハラゲームスタジオCFO〔貿易卒〕
- 榎本淳一 - ゲオインタラクティブ代表取締役、ゲオネットワークスCTO〔理卒〕
- 片岡洋 - ゲームプロデューサー、セガ AM研究開発本部 R＆Dクリエイティブオフィサー、AM2研ゼネラルプロデューサー、SEGA-AM2代表取締役〔工卒〕
- 齊藤陽介 - ゲームプロデューサー、スクウェア・エニックス執行役員〔経済卒〕
- 田中剛 (ゲームプロデューサー) - カプコン編成室プロデューサー後エンジンズ〔経済卒〕
- 児玉晃一 - タイトー執行役員、取締役、総務部長、オペレーション本部室長（採用教育、店舗運営支援、業務管理、電子マネー推進〔法卒〕
- 松井俊介 - アニメ・ゲーム作曲家〔外国語卒〕
- 田中絵美子 (ゲームシナリオライター) - スパイク・チュンソフト〔法卒〕
- 鈴木建夫 - リードアーティスト、スクウェア・エニックス〔工卒〕
- 小山佳久 - シニアマネージャー、アイレムソフトウェアエンジニアリング
- 池村匡哉 - ゲームプランナー/クリエイター、ナムコ、DeNA〔理卒〕
- 橘圭 - ゲーム雑誌ライター・ゲームシナリオライター、新声社「ゲーメスト」ライター・バンタンゲームアカデミー講師〔第二工卒〕

#### 漫画家
- よしもとよしとも - 漫画家
- 岡本倫 - 在学中アークシステムワークス、バンダイ入社後ゲーム制作、漫画家

### 芸能

#### ミュージシャン・歌手・音楽関連
- 浜田省吾 - シンガーソングライター
- 佐藤竹善 - 歌手、SING LIKE TALKING
- 小野瀬雅生 - クレイジーケンバンドメンバー・ギタリスト　※中退
- 堂島孝平 - シンガーソングライター
- MAKIDAI - EXILEメンバー
- Johnny - 横浜銀蠅メンバー・キングレコード執行役
- 9mm Parabellum Bullet - ロックバンド
- In the Soup - ロックバンド
- SEEDA - ヒップホップMC
- サイプレス上野 - ラッパー
- 宮内和之 - ギタリスト、プロデューサー ICE BLIND HEADZ
- 市井由理 - 元東京パフォーマンスドールメンバー、EAST END×YURI
- 相沢行夫 - NOBODYメンバー
- GINTA - DJ、元Repezen Foxxメンバー　※中退

#### 俳優・タレント・モデル
- 今泉朋子 - 女優、歌手、アナウンサー〔経済卒〕
- 松多壱岱 - 俳優、劇作家、劇団ASSH〔外国語卒〕
- 塩野谷正幸 - 俳優
- 布施勇弥 - 俳優
- 中島大介 - 俳優、2002 - 2006劇団四季
- あいすけ - お笑い女性ピン芸人、柔道部・元全日本強化指定選手
- 松本キック - タレント、お笑いコンビ松本ハウスメンバー
- 嶋佐和也 - お笑いタレント、ニューヨークメンバー
- 似東純也 - お笑いタレント、伊東純也ものまね芸人
- カケフくん（本名、相良健治） - 元子役タレント、ゲームキャラクター、実業家
- 内村宏幸 - 放送作家
- 石坂岳史 - ザ・ニュースペーパーメンバー
- ジャイアント白田 - 元フードファイター、実業家〔理卒〕
- 桝渕祥与 - モデル、フードファイター、ミス鎌倉〔人間科学卒〕
- 八木秋香 - モデル
- 天津いちは - モデル、コスプレイヤー
- 坂本くるみ - レースクイーン
- 片岡双六 - プロマジシャン
- 江連健司 - 俳優、映画監督

#### インフルエンサー
- アトリエ半蔵 - MEGWIN TV元メンバー

#### 伝統芸能
- 三遊亭楽之介 - 落語家
- 瑞姫 - 女流浪曲師

### スポーツ

#### 野球
- 井野修 - プロ野球審判員
- 渡辺元智 - 元横浜高等学校硬式野球部監督、中退
- 足立祐一 - 元プロ野球選手、東北楽天ゴールデンイーグルス
- 児玉龍也 - 元プロ野球選手、福岡ソフトバンクホークス
- 出井敏博 - 元プロ野球選手、埼玉西武ライオンズ
- 濵口遥大 - プロ野球選手、福岡ソフトバンクホークス
- 梶原昂希 - プロ野球選手、横浜DeNAベイスターズ
- 佐藤太陽 - プロ野球選手、埼玉西武ライオンズ
- 庄子雄大 - プロ野球選手、福岡ソフトバンクホークス
- 渡辺秀一 - 元プロ野球選手、1994年パリーグ新人王
- 川俣浩明 - 元プロ野球選手、現役引退後に入学、卒業
- 朝井昇 - 元プロ野球選手
- 雨宮捷年 - 元プロ野球選手
- 五十嵐英夫 - 元プロ野球選手
- 池沢義行 - 元プロ野球選手
- 石橋貢 - 元プロ野球選手
- 大島郁将 - 元プロ野球選手
- 岡島厚 - 元プロ野球選手
- 大石友好 - 元プロ野球選手、東北楽天ゴールデンイーグルスコーチ
- 荻野忠寛 - 元プロ野球選手
- 小沼慶多 - 元高校野球指導者、元神奈川フューチャードリームス球団職員
- 笠松実 - 元プロ野球選手、中退
- 片岡建 - 元プロ野球選手
- 加藤大輔 - 元プロ野球選手、2008年パリーグ最多セーブ投手
- 岸川雄二 - 元プロ野球選手、神奈川大学硬式野球部監督
- 北川裕司 - 元プロ野球選手
- 北野洸貴 - 元プロ野球選手、警視庁警察官
- 迫田七郎 - 元プロ野球選手
- 椎正年 - 元プロ野球選手
- 鈴木秀幸 - 元プロ野球選手
- 高塩将樹 - プロ野球選手、野球部には入部せず
- 高橋幸一 - 元プロ野球選手、中退
- 筒井敬三 - 元プロ野球選手
- 平川洋幸 - 元プロ野球選手
- 福富邦夫 - 元プロ野球選手
- 村越稔 - 元プロ野球選手
- 森川卓郎 - 元プロ野球選手
- 柳沼強 - 元プロ野球選手
- 山口富夫 - 元プロ野球選手

#### サッカー
サッカー部に所属していた人物については、Category:神奈川大学サッカー部の選手を参照のこと。
- 伊東純也 - サッカー選手、ジュピラー・プロ・リーグ・KRCヘンク、日本代表
- 遠藤航 - サッカー選手、ブンデスリーガ・VfBシュトゥットガルト、日本代表
- 佐々木翔 - サッカー選手、サンフレッチェ広島、日本代表
- 高木利弥 - サッカー選手、松本山雅FC、元サッカー選手の高木琢也は実父〔法学卒〕
- 中武駿介 - サッカー選手、クアンタンFA、PDRM FA
- 石神直哉 - サッカー選手、ギラヴァンツ北九州
- 三平和司 - サッカー選手、大分トリニータ
- 芦野翔斗 - サッカー選手、Y.S.C.C.横浜
- 大石治寿 - サッカー選手、藤枝MYFC
- 奥田晃也 - サッカー選手、水戸ホーリーホック
- 小澤修一 - 元サッカー選手、静岡FC→松本山雅FC
- 小澤巧 - サッカー選手、YSCC横浜
- 小野寺志保 - 女子サッカー選手、元なでしこジャパン
- 鴨志田誉 - サッカー選手、福島ユナイテッドFC
- 高田保則 - 元サッカー選手、湘南ベルマーレ→ザスパ草津
- 高橋拓也 - サッカー選手、ギラヴァンツ北九州
- 星広太 - サッカー選手、SC相模原
- 松岡実希 - 女子サッカー選手、岡山湯郷Belle
- 三原向平 - サッカー選手、愛媛FC
- 村岡拓哉 - サッカー選手、栃木ウーヴァFC
- 矢野喬子 - 女子サッカー選手、元なでしこジャパン〔経営卒〕
- 山腰泰博 - サッカー選手、ブラウブリッツ秋田
- 寺前光太 - サッカー選手、福島ユナイテッドFC
- 石渡旭 - サッカー選手、福島ユナイテッドFC
- 安藤良平 - フットサル選手
- 中村敦 - サッカー指導者
- 成田恵理 - 女子サッカー選手
- 野沢真由 - 女子サッカー選手、岡山湯郷Belle

#### その他球技
- 小酒部泰暉 - プロバスケットボール選手
- 五十嵐貴志 - プロバスケットボール選手
- 尾形界龍 - プロバスケットボール選手
- 福田幹也 - プロバスケットボール選手
- 小宮優大 - プロバスケットボール選手
- 皆川大 - アメリカンフットボール、ハリケーンズ
- 山路泰生 - ラグビー、キヤノンイーグルス、スーパーラグビー・日本代表サンウルブズ
- 龍村学 - アメリカンフットボール、オービックシーガルズ

#### 格闘技
- 尾崎圭司 - テコンドー、K-1
- 川村亮 - パンクラス
- 田中光四郎 - 武術家
- 蝶野正洋 - プロレスラー、中退
- 中島正行 - 柔道（神奈川県警）〔二部卒〕
- 西川潤 - プロレスラー（健介office）
- 日菜太 - キックボクサー〔理卒〕
- 宮崎隆一（マッスル宮崎） - 元キックボクサー、トレーナー、ネットタレント
- 横尾由衣 - 女子プロレス
- 薬師寺正人(元プロレスラー)

#### 陸上
- 近藤重勝 - 上武大学駅伝部監督
- 鈴木健吾 - 陸上選手
- 吉村尚悟 - 陸上選手

#### その他スポーツ選手・指導者
- 石川拳大 - サーフィン選手
- 阿藤久子 - フラメンコダンサー
- 黒田淳 - 競輪選手、BMX選手
- 齋藤仁美 - スケート選手、2018年平昌オリンピック・ショートトラック日本代表、女子3000mリレー、女子1000m
- 齋藤慧 - スケート選手
- 種田恵 - 水泳選手〔経済卒〕
- 安田あとり - フリークライマー
- 山内誠 - フリークライマー、2014ボルダリング・ジャパンカップ優勝
- 木村哲也 - JRA調教師

### マインドスポーツ
- 瀬川晶司 - 将棋棋士〔法卒〕

### マスコミ
- 赤井祐紀 - フリーアナウンサー、元テレビ神奈川アナウンサー、元日本海テレビ放送アナウンサー
- 平川英二 - フリーランス記者
- 兵頭二十八 - 軍事評論家、ライター〔外国語卒〕
- 山岡俊介 - ジャーナリスト〔法卒〕
- 林信吾 - ジャーナリスト
- 降旗学 - ノンフィクションライター〔法卒〕
- 松本肇 - ジャーナリスト〔法卒〕
- 佐野正幸 - スポーツライター、ノンフィクション作家〔法卒〕
- 須山浩継 - スポーツライター
- 松本ヒロシ - 競馬エイトトラックマン
- 横田幸子 - フリーアナウンサー〔外国語卒〕
- 橋本奈都江 - フリーアナウンサー〔外国語卒〕
- 竹矢宣子 - フリーアナウンサー、元宮崎放送アナウンサー
- 藤木千穂 - 元文化放送アナウンサー〔経済卒〕
- 岡佳奈 - 元中国放送アナウンサー〔外国語卒〕
- 大西かや - 元テレビ山梨アナウンサー〔経済卒〕
- 高塚奈央子 - フリーアナウンサー〔経済卒〕
- 柳田知秀 - 元北海道テレビ放送アナウンサー〔法卒〕
- 中田美香 - JFNC所属ラジオパーソナリティー〔経営卒〕
- 髙橋大輔 - フリーアナウンサー、プロレス実況者、スタジアムDJ、司会、ナレーター〔経営卒〕
- 横山和正 - 元テレビ高知アナウンサー〔法卒〕
- 高橋圭太 - 元アナウンサー
- 鈴木裕子 - フリーアナウンサー〔短大卒〕
- 齋藤沙弥香 - テレビ信州アナウンサー〔人間科学卒〕

## 関連書籍
- 神奈川大学資料編纂室 『神奈川大学人物誌 横浜専門学校編』 学校法人神奈川大学、2018年